# آریل اتکینز
آریل اتکینز (انگلیسی: Ariel Atkins؛ زادهٔ ۳۰ ژوئیهٔ ۱۹۹۶) بازیکن بسکتبال اهل ایالات متحده آمریکا است.
از باشگاه‌هایی که در آن بازی کرده‌است می‌توان به تگزاس لانگ‌هورنز اشاره کرد.
وی در مسابقات کشوری و بین‌المللی در مجموع برندهٔ ۱ مدال طلا شده‌است.